# Juvencio Betancourt
Juvencio José Betancourt Flores (Anzoátegui, Venezuela; 23 de marzo de 1972) es un exfutbolista y entrenador venezolano que actualmente dirige al Dynamo Puerto Fútbol Club de la Segunda División de Venezuela.

## Clubes
| Club                 | País      | Temporada          | Categoría        |
| -------------------- | --------- | ------------------ | ---------------- |
| Deportivo Anzoátegui | Venezuela | 2013 - 2014        | Primera División |
| Zamora FC            | Venezuela | 2014               | Primera División |
| Aragua FC            | Venezuela | 2015 - 2019        | Primera División |
| Deportivo Anzoátegui | Venezuela | 2019 - Actualmente | Primera División |

### Estadísticas como entrenador
| Torneo              | Año                 | Club                 | País      | Partidos | Ganados | Empatados | Perdidos | Puesto           |
| ------------------- | ------------------- | -------------------- | --------- | -------- | ------- | --------- | -------- | ---------------- |
| Torneo Clausura     | 2013                | Deportivo Anzoátegui | Venezuela | 17       | 10      | 4         | 3        | 2° lugar         |
| Copa Libertadores   | 2013                | Deportivo Anzoátegui | Venezuela | 2        | 0       | 0         | 2        | Primera fase     |
| Final absoluta      | 2013                | Deportivo Anzoátegui | Venezuela | 2        | 0       | 1         | 1        | Subcampeón       |
| Torneo Apertura     | 2013                | Deportivo Anzoátegui | Venezuela | 17       | 10      | 3         | 4        | 4° lugar         |
| Copa Venezuela      | 2013                | Deportivo Anzoátegui | Venezuela | 4        | 1       | 1         | 2        | Cuartos de final |
| Torneo Clausura     | 2014                | Deportivo Anzoátegui | Venezuela | 17       | 7       | 6         | 4        | 6° lugar         |
| Copa Libertadores   | 2014                | Deportivo Anzoátegui | Venezuela | 6        | 0       | 3         | 3        | Fase de grupos   |
| Torneo Apertura     | 2014                | Zamora FC            | Venezuela | 8        | 1       | 4         | 3        | Despedido        |
| Copa Venezuela      | 2014                | Zamora FC            | Venezuela | 1        | 0       | 1         | 0        | Octavos de final |
| Torneo Adecuación   | 2015                | Aragua FC            | Venezuela | 23       | 9       | 7         | 7        | Semifinalista    |
| Copa Venezuela      | 2015                | Aragua FC            | Venezuela | 4        | 1       | 2         | 1        | Octavos de final |
| Torneo Apertura     | 2016                | Aragua FC            | Venezuela | 23       | 8       | 10        | 5        | Semifinalista    |
| Torneo Clausura     | 2016                | Aragua FC            | Venezuela | 12       | 5       | 2         | 5        | En disputa       |
| Copa Venezuela      | 2016                | Aragua FC            | Venezuela | 4        | 1       | 2         | 1        | Octavos de final |
| Total de su carrera | Total de su carrera | -                    | -         | ?        | ?       | ?         | ?        | -                |

## Palmarés

### Campeonatos amistosos
| Título            | Club      | País      | Año  |
| ----------------- | --------- | --------- | ---- |
| Copa Bicentenaria | Aragua FC | Venezuela | 2016 |